# Nutriție autotrofă și heterotrofă
În lumea vie există două mari tipuri de nutriție:
- Autotrofă – organismele își sintetizează substanțele organice din substanțele anorganice.
- Heterotrofă – indivizii biologici consumă substanțele gata preparate.

## Nutriția autotrofă
Nutriția autotrofă constă în capacitatea plantelor și a unor grupe de animale (euglenă) de a sustrage din mediu apa și sărurile minerale (substanțe anorganice) si de a le sintentiza in substanțe organice . Acest proces are loc cu consum de energie . După sursa de energie utilizata in procesul de sintetizare a substanțelor anorganice există două tipuri de nutriție autotrofă ː Fotosinteza și Chemosinteza .
Fotosinteza este procesul prin care plantele verzi, în prezența luminii și a pigmenților clorofilieni, sintetizează substanțe organice din substanțe anorganice. Factorii care influențează fotosinteza sunt de două tipuri: externi și interni. Factorii externi sunt: lumina, temperatura, apa, concentrația de C02 și sărurile minerale. Pentru majoritatea speciilor de plante, fotosinteza începe de la o temperatură de 0 grade Celsius și crește proporțional cu temperatura până la 25 – 30 grade Celsius pentru plantele cu origine nordică, sau 35 – 40 grade Celsius pentru plantele cu origine sudică (de exemplu pătlăgelele roșii).
Chemosinteza sau chimiosinteza este un tip de nutriție autotrofă în care un organism, numit chemoautotrof, sintetizează substanțe organice din substanțe anorganice, folosind, în loc de energie solară (fotosinteză), energia chimică eliberată din oxidarea unor substanțe anorganice (ex. H2, H2S, S, HNO3, Fe, NH3). Ea este specifică unor bacterii. Procesul de chemosinteză are o importanță deosebită în circuitul materiei și energiei în ecosistem, în ciclurile biogeochimice etc.

## Nutriția heterotrofă
Spre deosebire de organismele autotrofe, organismele heterotrofe consumă substanțe organice gata preparate. Ele se deosebesc prin sursa de substanțe organice și prin modul de folosire a hranei. Organismele heterotrofe sunt: saprofiții, paraziții, mixotrofii și simbionții.

### Nutriția saprofită
Nutriția saprofită este caracteristică unor ciuperci și bacterii care descompun organisme moarte sau părți moarte ale organismelor vii. Saprofitele pot fi cu specificitate de substrat: mucegaiul alb. Fără specificitate de substrat: pe perete, pâine, gem. Ciupercile saprofite sunt ciuperci care realizează fermentația alcoolică: drojdia de bere, drojdia de vin. Această fermentație se realizează sub acțiunea ciupercii care acționează asupra alcoolului etilic, transformându-l în acid acetic. 
Exemplu: când vinul se acrește într-un vas.
Fermentația lactică se realizează sub acțiunea bacteriilor din genul lactobacil care determină obținerea untului, iaurtului, chefirului, etc. 
Saprofitele au de asemenea importanță și în domeniul medical, de exemplu în industria antibioticelor.

### Nutriția parazită
Paraziții consumă substanțe organice din organisme vii. Virusurile, ribovirusuri cu genomul format din ARN, virusul HIV. Toate virusurile gripale, poliomielita.
Dezoxiribovirusuri cu genomul format din ARN. Bacteriofagii - virusuri care parazitează bacterii. Virusurile sunt paraziți intracelulari. (entități corpusculare de dimensiuni infime).
Bacterii (patogene), determină infecții la plante, animale, ex: treponema pallidum determină sifilis. Ciuperci parazite: rugina viței-de-vie. 
Plante superioare care și-au pierdut clorofila și extrag substanțe organice din alte plante (cuscuta(torțelul), lupoaia, muma pădurii).
Flagelate parazite,  Giardia intestinalis care parazitează în duoden (se elimină odată cu fecalele); Trichinela vaginalis parazitează în vagin, determină secreții urât mirositoare.
Viermi lați: tenii, cilindrici, limbric; Viermi inelați: anelide, lipitoarea.

## Vezi și
- Mixotrof